# Buster Martin
Pour les articles homonymes, voir Martin.
Compléments
Connu pour être le plus vieil employé du Royaume-Uni (auto-proclamé)
Pierre Jean « Buster » Martin (né le 1er septembre 1906, selon lui - mort le 13 avril 2011), aurait été le plus vieil employé du Royaume-Uni à plus de 100 ans (âge auto-proclamé, non vérifié).
Martin travaillait pour une entreprise de plomberie, la Pimlico Plumbers à Londres, où il nettoyait les camionnettes. Il est connu pour avoir repoussé l'attaque d'un groupe de jeunes en février 2007,. Le chef du parti libéral démocrate anglais, Sir Menzies Campbell a rendu hommage à sa bravoure en affirmant qu'il était la preuve vivante que les gens ne devraient pas être relégués au rang d'épave une fois passé l'âge de la retraite.
Buster a déclaré qu'il n'avait pas l'intention de prendre sa retraite,, il a même refusé un jour de congé pour ses « 100 ans ».
Des doutes sur les histoires de Martin sont toutefois émis, notamment sur son âge qui pourrait atteindre 7 ans de moins,.

## Biographie
Buster Martin est né dans le Pays basque en France. Issu de la grossesse illégitime d'une mère adolescente décédée peu après, il a été envoyé dans un orphelinat des Cornouailles quand il avait trois mois. Martin déclare avoir obtenu son surnom de "Buster" à trois ans pour avoir frappé un prêtre au visage. Martin a été expulsé de l'orphelinat à l'âge de dix ans. Il est donc allé à Londres, et a trouvé un travail de marchand au marché de Brixton, le début d'environ 90 années de travail.
Il a rencontré sa future femme, Iriana, originaire du Kent, à l'âge de 13 ans (elle en avait 12). Ils se sont mariés un an plus tard en France. Buster déclare : « Je me suis marié en 1920 et j'ai dû aller en France puisque je ne pouvais pas me marier ici à cause de mon âge. » Toutefois, à cette époque, l'âge légal du mariage en France était de 18 ans pour un homme et de 15 pour une fille avec le consentement de ses parents, ou 21 ans sans le consentement familial.
Le couple a duré pendant 35 ans, jusqu'à ce qu'Iriana meure en 1955. Il n'existe aucune trace enregistrée de sa mort. Ils auraient eu 17 enfants incluant des jumeaux et des triplets, parmi eux Roberto, aujourd'hui âgé de 87 ans, Rodrigues, 84 ans ainsi que des triplettes, Georgina, Georgia et Giselle, mais une fois encore, aucune trace d'acte de naissance n'a été trouvée. Martin affirme qu'ils ont tous déménagé à l'étranger.
Il quitte le marché de Brixton à 14 ans et rejoint la British Army pour devenir préparateur physique. Il sert pendant la seconde guerre mondiale et monte en grade pour devenir sergent-major régimentaire. Il quitte les forces armées en 1955.
Après avoir occupé bon nombre d'emplois, il boucle la boucle et revient travailler au marché de Brixton jusqu'à sa retraite à 97 ans. Souffrant de l'ennui, il reprend un travail à mi-temps à la Pimlico Plumbers trois mois avant son centième anniversaire.
Son employeur lui a suggéré de prendre un jour de congé pour fêter son centenaire, mais Martin est tout de même allé travailler. Ses collègues lui ont organisé une fête surprise dans les locaux de la société suivi d'une excursion au stade Stamford Bridge du Chelsea FC Jusqu'à l'année dernière, Martin n'avait jamais eu d'arrêt maladie tout au long de ses 90 ans de labeur. C'est un ongle incarné qui l'a forcé à s'arrêter pour quelques mois.
Le 22 février 2007, rejoignant un arrêt de bus à la sortie d'un pub, Martin a été attaqué par trois jeunes. Jeté au sol, il a tout de même réussi à se défendre ; il explique avoir « frappé l'un dans l'aine et donné un coup de pied à un autre. » Les jeunes agresseurs se sont enfuis ; Martin a titubé jusqu'au King's College Hospital où il a été gardé en observation toute la nuit. Il s'est présenté au travail le lendemain matin mais son patron a refusé de le laisser travailler.
Martin désire continuer à travailler et déclare qu'il n'abandonnera seulement que quand on le mettra entre quatre planches. Il donne aussi son point de vue sur les travailleurs âgés : « Les employeurs devraient prendre des gens comme nous ; nous voulons travailler, cela nous permet de gagner de l'argent et de rester actifs ». Son patron, Charlie Mullins, indique dans une interview à une télévision française qu'ils utilisent Buster dans toutes leurs publicités, cela leur a permis d'accroître leur chiffre d'affaires de 36 % grâce à sa popularité et à l'intérêt des médias.
Martin a accepté une place au sein du magazine masculin FHM comme responsable du courrier du cœur offrant ainsi ses conseils aux lecteurs.

### The Zimmers
Grâce à l'intervention du célèbre publicitaire Max Clifford, Martin est devenu un membre des Zimmers, un groupe de musique constitué de 40 retraités qui ont enregistré une reprise de la chanson des Who, My Generation en 2007. Martin réagit : « Je n'ai jamais été dans les charts musicaux auparavant et je suis sûr que nous pouvons rivaliser avec tous ces jeunes groupes. Peut-être qu'un groupe de retraités peut faire un tube,. »

## Marathon de Londres 2008
Après avoir terminé la course "The Great Capital" de 10 km en 2 heures 22 minutes et le Marathon de "Roding Valley Half" en 5 heures 13 minutes, Martin a participé à l'édition 2008 du Marathon de Londres. Il déclare, sur sa page de sponsor, avoir parcouru les 42,195 km en approximativement 10 heures, mais néanmoins, aucun temps n'a été publié dans les résultats officiels; seuls ses temps de passage aux 5, 10 et 15 km sont disponibles. Si ses affirmations concernant son âge sont vraies, il pourrait détenir le record du monde du participant le plus âgé à un marathon. L'actuel détenteur du record est Dimitrion Yordanidis (en) qui avait couru à un âge confirmé de 98 ans. Toutefois, l'organisation Guinness World Record ne considère pas Martin comme éligible pour le record car il n'a jamais donné la preuve de son âge.
Robert Young, un consultant sénior indépendant pour l'organisation Guinness world record indique que ses sources lui auraient communiqué deux dates enregistrées au NHS : 1er septembre 1906 et 13 septembre 1913, ce qui lui donnerait sept ans de moins.
La CBC communique le 26 mars 2008 que Martin continue à consommer de l'alcool et à fumer régulièrement.

## Note
- (en) Cet article est partiellement ou en totalité issu de l’article de Wikipédia en anglais intitulé « Buster Martin » (voir la liste des auteurs).